# 比布里希
比布里希是德国莱茵兰-普法尔茨州的一个市镇。总面积3.45平方公里，总人口325人，其中男性162人，女性163人（2011年12月31日），人口密度94人/平方公里。